# リッキー・ローソン
リッキー・ローソン（Ricky Lawson、1954年11月8日 - 2013年12月23日）は、アメリカのセッション・ドラマーでコンポーザー。
最初期のフュージョン・バンド、イエロージャケッツのオリジナル・メンバーで、マイケル・ジャクソンのツアーにも参加していた。

## 略歴
デトロイト出身。チャールズ・バニスター・ドラムスクールでドラムを学ぶ。同窓生にはマービン・レノアーがいる。
主にセッション・マンとして活動しており、ロベン・フォード等をサポートしていた。彼の1978年発表のアルバム『ギターに愛を (The Inside Story)』にキーボーディストのラッセル・フェランテ、ベーシストのジミー・ハスリップと参加し、共演したのをきっかけにイエロージャケッツを結成。1981年にワーナー・ブラザース・レコードと契約し、セルフ・タイトルのアルバムを発表した。ローソンは、1987年まで在籍していた。
以後もセッション・マンとして活動するなか、コンポーザーとしても活動した。1998年にはフィル・コリンズやアル・ジャロウ、ジェラルド・アルブライト、ジョージ・デューク等の友人達とともにソロ・アルバム『ファースト・シングス・ファースト』を発表した。
2013年12月13日の公演中に体調不良で病院に搬送された後、脳動脈瘤で重体となり入院していたが、12月23日に死去。59歳没。翌2014年3月に発表されたフォープレイのベーシスト、ネイザン・イーストの初ソロ・アルバム『ネイザン・イースト』のレコーディングに参加しており、これが遺作となった。

## ディスコグラフィ

### リーダー・アルバム
- 『ファースト・シングス・ファースト』 - First Things 1st (1998年)
- Ricky Lawson and Friends (2001年)
- Christmas with Friends (2008年)

### イエロージャケッツ
- 『イエロージャケッツ』 - Yellowjackets (1981年)
- 『マリブの旋風 (かぜ)』 - Mirage a Trois  (1983年)
- 『サムライ・サンバ』 - Samurai Samba (1985年)
- 『シェイズ』 - Shades (1986年)

### 参加アルバム
- アル・ジャロウ : 『イン・ロンドン』 - In London (1985年)
- スティーリー・ダン : 『トゥー・アゲインスト・ネイチャー』 - Two Against Nature (2000年)
- ネイザン・イースト : 『ネイザン・イースト』 - Nathan East (2014年)